# Localhost
En informática, en el contexto de redes TCP/IP, localhost es un nombre reservado que tienen todas las computadoras, routers o dispositivos independientemente de que dispongan o no de una tarjeta de red Ethernet. El nombre localhost es traducido como la dirección IP de loopback 127.0.0.1 en IPv4, o como la dirección ::1 en IPv6.

## Usos prácticos
La dirección de loopback se puede usar para probar el funcionamiento de TCP/IP haciendo ping a 127.0.0.1, al recibir una respuesta se puede asumir que el software asociado al protocolo está bien (el estado del hardware, como la tarjeta de red, no lo conocemos con esta prueba, ya que no llega a salir del propio equipo). 
Con fines educativos se suelen instalar servidores locales http como XAMPP, LAMP o WAMP a los cuales se tendrá acceso con localhost o 127.0.0.1 desde el navegador. 
Con fines de restricción de direcciones web, se modifica la correspondencia de dominios y direcciones IP en el archivo "hosts" del sistema operativo, haciendo que cuando entres a una dirección Web en específico, esta te redirija a 127.0.0.1.